# Front marítim del Serrallo
El Front marítim del Serrallo és un conjunt arquitectònic de Tarragona protegit com a Bé Cultural d'Interès Local.

## Descripció
Barri molt característic on hi viuen els pescadors, a la vora del moll. Hi ha tota mena d'activitats relacionades amb la pesca: llotja, majoristes, botigues d'estris mariners, restaurant de peix, fàbriques de gel, club nàutic, i les cases dels pescadors.
Barri de pescadors de la ciutat situat a la zona portuària, entre el moll dels pescadors i la línia de ferrocarril; actualment és un lloc emblemàtic de la ciutat, carrers estrets amb edificis senzills de poca altura i on també s'hi poden trobar nombrosos restaurants. Fora d'aquests carrers estrets i a primera línia de mar hi trobem la llotja de peix de Tarragona. El seu origen és conseqüència de l'estesa, a mitjan segle xix, de la línia fèrria en els terrenys que ocupaven les barraques de fusta dels pescadors, els quals foren obligats a desplaçar-se a l'oest.

## Història
Originat pel barri mariner que sempre va existir a Tarragona, fou replantejat a finals del segle xviii quan es va comença a fer el moll actual. Fins al 1868 no es va aconseguir l'autorització per a la seva construcció de ferm, substituint-se les antigues barraques per cases d'obra a les que traslladaren els seus habitatges els pescadors que fins aleshores vivien a la part alta de la ciutat.